# Арман Декенінк
Арман Декенінк (фр. Armand Léopold Théodore, Baron de Ceuninck; нар. 27 травня 1858, Мехелен — пом. 12 квітня 1935, Брюссель) — бельгійський воєначальник, генерал-лейтенант бельгійської армії, учасник Першої світової війни, міністр оборони Бельгії (1917—1918).

## Біографія
Арман Леопольд Теодор, барон Декенінк розпочав службу в бельгійській армії сержантом артилерії в 1874 році, потім поступив на навчання на факультет підготовки офіцерів артилерії та інженерних військ до Королівського військового коледжу. 1880 завершив навчання з присвоєнням звання суб-лейтенанта.
На початок Першої світової війни проходив службу полковником, начальником відділу при штабі Сухопутних військ. На його плечі покладались завдання мобілізаційної підготовки резерву та призову військовозобов'язаних з початком війни проти Бельгії.
6 вересня 1914 року А. Декенінку присвоєне звання генерал-майор та 9 вересня він отримав посаду командира 18-ї змішаної бригади гренадерів. Командував частиною під час боїв за Антверпен, проявив значні здібності та командирські якості. Вміло й енергійно керував бригадою в боях проти німецьких загарбників. Під час ар'єргардних боїв, коли бельгійська армія під тиском переважаючих сил кайзерівської армії відступала на захід, на його бригаду покладались завдання з прикриття флангів. Вів бої під Діксмейде, Лізерном, організовував оборону бельгійських сил по рубежу Ізерського каналу.
Під час битви на Ізері, два полки гренадерів і бригадна артилерія Декенінка брала участь у найзапекліших боях. А після здобутої перемоги генерал відповідав за сектор Оосткерке. 4 грудня його визначили керувати сектором оборони в Діксмейде.
З 5 січня 1915 року А. Декенінк призначений командиром 6-ї бельгійської піхотної дивізії. Надалі бився на Ізерському фронті. У квітні-травні 1915 року змагався проти німецьких військ під Іпром, де вперше в історії на Західному фронті застосували хімічну зброю — отруйні речовини з змістом хлору.
20 серпня 1915 року А. Декенінк підвищений у лейтенант-генерали бельгійської армії. 4 серпня 1917 року король Альберт І призначив його міністром оборони на заміну генералу Ш. де Броквілю. При Декенінгі штаб-квартира міністерства оборони перемістилася ближче до лінії фронту у Верне.
На посаді військового міністра Арман Декенінк доклав багато зусиль, намагаючись максимально забезпечити свої війська усім необхідним для ведення воєнних дій і часто перебував з візитами на передовій. 22 листопада 1918 року він залишив посаду міністра й згодом став командиром 4-ї піхотної дивізії, котра виконувала окупаційні функції в Німеччині.
1920 році він брав участь, як представник Королівства Бельгія, в роботі комітету Ліги Націй із роззброєння.